# Bambankerep
Bambankerep is een bestuurslaag in het regentschap Semarang van de provincie Midden-Java, Indonesië. Bambankerep telt 5370 inwoners (volkstelling 2010).